# سیارک ۱۰۰۱۳
سیارک ۱۰۰۱۳ (به انگلیسی: 10013 Stenholm، نامگذاری:1978RR8) ده هزار و سیزدهمین سیارک کشف شده‌است که در ۲ سپتامبر ۱۹۷۸ کشف شد.
قدر مطلق سیارک برابر ۱۷٫۸ است.